# Metropolia Uberaby
Metropolia Uberaby – metropolia Kościoła rzymskokatolickiego w Brazylii. Składa się z metropolitalnej archidiecezji Uberaba i trzech diecezji. Została erygowana 14 kwietnia 1962 r. konstytucją apostolską Qui tanquam Petrus papieża Jana XXIII. Od 2012 r. godność arcybiskupa metropolity sprawuje abp Paulo Mendes Peixoto.
W skład metropolii wchodzą:
- Archidiecezja Uberaba
  - Diecezja Ituiutaba
  - Diecezja Patos de Minas
  - Diecezja Uberlândia

Prowincja kościelna Uberaba wraz z metropoliami Belo Horizonte, Diamantina, Juiz de Fora, Mariana, Montes Claros, Pouso Alegre i Vitória tworzą region kościelny Wschód II (Regional Leste II), zwany też regionem Minas Gerais e Espírito Santo.

## Metropolici
- Alexandre Gonçalves do Amaral (1962 – 1978)
- Benedito de Ulhôa Vieira (1978 – 1996)
- Aloísio Roque Oppermann (1996 – 2012)
- Paulo Mendes Peixoto (od 2012)